# Mario Brero
Mario Brero, né le 29 mars 1946, est un détective privé italien, qui dirige cinq sociétés enregistrées à Genève, en Suisse. Il a fondé Alp Services SA en 1989. Il est connu comme « détective » ou aussi comme « espion »,. Il est devenu notoire par des révélations sur les cas que ses entreprises avaient traitées et par ses méthodes controversées ou illégales. Il a été condamné en 2014 par un tribunal français, après que ses méthodes sont devenues publiques.

## Début et éducation
Mario Brero est né le 29 mars 1946. Il s'est présenté comme diplômé de l’École polytechnique fédérale de Lausanne (EPFL). Or les archives de l'EPFL mentionnent uniquement son inscription à un cours de mathématiques spécialisé entre 1967 et 1968, où il n'a étudié que durant un semestre.

## Carrière
Brero a exporté des composants d'ordinateurs et d'équipements de fabrication de semi-conducteurs des États-Unis au bloc de l'Est en 1986, activité pour laquelle il a été inculpé par les procureurs américains. Il a nié les accusations et a signé un accord dont l'un des termes était qu'il cesse son activité. Influencé par les activités internationales d'investigation internationales de Jules Kroll en 1989, il a fondé l’Alp Services à Genève, en se concentrant sur les banques, les cabinets d'avocats et les clients riches,. Il a également fondé Diligence Sarl en 2007.

## Alp Services

### Manipulation de l'opinion publique
Selon Mediapart, entre 2017 et 2021, Alp Services œuvre à dénigrer les ennemis des Émirats arabes unis, en l'occurrence le Qatar et les Frères musulmans. Son mode opératoire consiste à faire publier des articles en ce sens dans des journaux reconnus, à modifier des pages Wikipédia, à placer du contenu dans des blogs et des forums en ligne. En cela, les moyens d'action d'Alp Services sont similaires à ceux employés par Avisa Partners. Les articles publiés dans la presse sont particulièrement importants parce qu'ils peuvent être ensuite cités, diffusés de manière virale, et réutilisés notamment dans les pages Wikipédia.
Aussi Alp Services avait-elle constitué un réseau de journalistes disposés à rédiger des textes soutenant la cause des Émirats arabes unis. Le « fournisseur » le plus réputé de Alp Services est le journaliste français Louis de Raguenel. Mediapart affirme qu'entre fin 2017 et 2020, 6 articles de l'hebdomadaire d'extrême droite Valeurs actuelles sont en réalité des commandes d'Alp Services, dont 2 sont signés Louis de Raguenel. Plusieurs de ces articles dénoncent l'emprise qu'exercerait l'islamisme en France et l'un d'eux est tweeté par le député du parti d'extrême droite Rassemblement national Louis Aliot. Un autre journaliste fournisseur est Ian Hamel, journaliste au magazine Le Point et Marianne, toujours selon Mediapart. Un article dans Marianne signé Ian Hamel, intitulé « Près de Lyon une inquiétante école musulmane sous contrat et sous influence », est utilisé par le député du Rassemblement national Gilbert Collard dans une demande d'ouverture d'une commission d’enquête parlementaire « sur le financement du prosélytisme islamiste ». Ces deux journalistes français démentent les allégations de Mediapart.

### Allégations d'espionnage
Alp Services a été impliqué dans diverses activités d'espionnage, principalement au service des Émirats arabes unis (EAU). De 2017 à 2021, la société a été mandatée pour mener des opérations visant à saper des individus et des organisations perçus comme des adversaires d'Abu Dhabi. Cela incluait la création et la diffusion de désinformation pour discréditer les cibles en les associant faussement au terrorisme ou en les qualifiant d'agents du Qatar, un rival régional des EAU,.

### Ciblage d'experts de l'ONU
Le blocus du Yémen par l'Arabie saoudite et les Émirats arabes unis (qui veulent venir à bout des rebelles houthis) dès 2015 provoque crise humanitaire extrêmement grave et en 2018, des experts de l'ONU publient un rapport mettant en cause les Emirats arabes unis qui y auraient commis des crimes de guerre (avec d'autres belligérants)». Alp Services offre alors aux Emirats arabes unis de discréditer deux experts maghrébins du panel de l’ONU, Ahmed Himmiche et Kamel Jendoubi en échange d'une rémunération de 150 000 euros». Selon Mediapart, en 2019, « des articles visant Kamel Jendoubi commencent à apparaître ». Un blogueur écrit que c’est un opportuniste déguisé en « héros des droits de l’homme ». Un autre titre : « Kamel Jendoubi est-il membre des Frères musulmans ? » Sur sa page Wikipédia, une rubrique « controverses » apparaît – elle a été supprimée depuis. Il y était associé au mouvement terroriste Al-Qaïda ».

### Ciblage d'ONG
Une opération notable a impliqué le ciblage de l'ONG de défense des droits de l'homme Alkarama, qui se concentre sur les violations des droits de l'homme dans les pays arabes. Alp Services a produit des rapports pour discréditer l'ONG Alkarama, la présentant faussement comme une marionnette du Qatar. Ces efforts ont conduit à des articles de presse faux et à des harcèlements personnels contre le personnel de l'ONG.

### Autres controverses
En 2014, Brero était en contact avec Guennadi Timtchenko, l'homme d'affaires russe et le milliardaire derrière la société commerciale Gunvor parce que l’Alp Services a rédigé un rapport « strictement confidentiel » sur la signature de contrats entre Gunvor et le Congo, que Public Eye, l'Association suisse, a pu consulter.
Son entreprise, Alp Services, concentrée sur la gestion de la réputation en diffusant des informations négatives pour ses clients des pays de l'ancienne Union soviétique, des VIP de petits États africains.[à vérifier]

### Fuite de données et révélations

#### Enquêtes journalistiques
Les activités de la société ont été exposées par une fuite de données significative au cours de laquelle des hackers ont obtenu et divulgué environ 6 500 fichiers. Ces documents ont révélé l'ampleur des opérations d'Alp Services. Plus de 1000 personnes et 400 organisations dans 18 pays européens (dont 200 personnes en France et 120 organisations sur le territoire français) ont été fichées par Alp Services, qui les a présentées, souvent à tort, comme « islamistes », et faisant partie du réseau des Frères musulmans. Une série d'enquêtes journalistiques a pu être menée à partir de ces documents ainsi divulgués ; elle prend le nom de « Abou Dhabi Secrets ».
Les documents détaillent la coordination de la société avec des responsables des EAU, y compris une figure clé nommée « Matar ». La fuite suggère qu'un mécontentement interne au sein de l'agence aurait facilité la fuite.

## Procédures judiciaires
À la suite des fuites et de la couverture médiatique subséquente, les autorités en Suisse et en France ont lancé contre Mario Brero et Alp Services des enquêtes sur les violations potentielles des lois et les manquements éthiques impliqués dans les opérations de la société. Les révélations issues de la fuite de données ont conduit à des enquêtes judiciaires en Suisse et en France. Les activités exposées ont suscité une attention particulière sur les frontières éthiques et légales des opérations de renseignement privé, en particulier lorsqu'elles sont utilisées à des fins malveillantes sous couvert de renseignement économique.
Selon des informations de Agence France-Presse (AFP), Mediapart et Radio Télévision Suisse (RTS), des procureurs français et suisses ont ouvert trois enquêtes judiciaires visant Alp Services SA et ses directeurs, Mario Brero et Muriel Cavin. Ils sont soupçonnés d'avoir mené des opérations clandestines en Europe pour le compte des services secrets des Émirats arabes unis (EAU). Une enquête a été ouverte par le parquet fédéral pour violation de la loi fédérale sur les prestations de sécurité privées fournies à l'étranger et espionnage. Elle porte sur une violation de l’obligation de déclaration et de collaboration avec le DFAE. D’autres accusations concernent des actes exécutés sans droit pour un État étranger et d’espionnage.
La journaliste, autrice et réalisatrice Rokhaya Diallo a déposé une plainte pour « collecte, traitement et divulgation illicites de données personnelles » après avoir été associée aux Frères Musulmans. Tariq Ramadan a également porté plainte en juillet 2023, affirmant avoir été surveillé et diffamé.
À la suite des révélations des Abu Dhabi Secrets, en décembre 2023, le Ministère public de la Confédération suisse (MPC) a regroupé plusieurs procédures en une seule enquête, soupçonnant Mario Brero et son associée Muriel Cavin d’avoir commis six infractions. L'enquête a révélé qu'un centre de recherche émirati, Al Ariaf, finançait Alp Services SA. De plus, Brero et Cavin avaient également des contrats de travail fictifs avec Al Ariaf. Une autre plainte contre Alp Services a été déposée à Washington par Farid Hafez. En octobre 2023, Zakia Khattabi, la ministre belge du Climat et de l'Environnement, a déposé une plainte pour diffamation et calomnie contre Alp Services.
Selon The New Yorker, le 24 janvier 2024, Hazim Nada, citoyen américain, a déposé une plainte contre Mario Brero, Muriel Cavin et les EAU devant le tribunal de district des États-Unis à Washington, D.C. La plainte indique que les autorités émiriennes ont orchestré une campagne en engageant Alp Services pour déstabiliser et nuire à l'entreprise Lord Energy, dans le but de servir des intérêts commerciaux. Alléguant une conspiration pour commettre une fraude, diffuser des informations fausses et diffamatoires sur Lord Energy, et manipuler les marchés, la plainte réclame USD 2,7 milliards de dommages et intérêts.

## Culture d'entreprise dans les sociétés de Mario Brero
Selon The New Yorker, Mario Brero cultive un environnement de travail attrayant tout en traitant ses anciens employés de manière dégradante. En 2021, Brero a été condamné par le Tribunal pénal suisse pour avoir contraint un employé partant à signer un document. La victime a affirmé que des logiciels espions étaient installés sur les postes de travail de tous les employés.

## Vie privée
En 2023, Brero a la nationalité italienne, tout en étant résident dans le canton de Vaud, en Suisse.